# سیلر براون
ملوان براون (انگلیسی: Sailor Brown؛ ۷ نوامبر ۱۹۱۵ – ۲۷ دسامبر ۲۰۰۸) بازیکن فوتبال اهل بریتانیا بود.
از باشگاه‌هایی که در آن بازی کرده‌است می‌توان به باشگاه فوتبال ناتینگهام فارست، باشگاه فوتبال چارلتون اتلتیک، باشگاه فوتبال استون ویلا، باشگاه فوتبال منچستر سیتی، و باشگاه فوتبال گورلستون اشاره کرد.
وی همچنین در تیم ملی فوتبال انگلستان war بازی کرده‌است.